# Le Bain (Sorolla)
Le Bain est une peinture à l'huile sur toile du peintre valencien Joaquín Sorolla en 1905. De dimensions 90,2 × 128,3 cm elle est exposée au Metropolitan Museum of Art de New York depuis 1909.
La peinture représente la famille de Sorolla, ses deux filles et leur mère, jouant dans l'eau au bord de la mer entre des rochers sur une plage de Jávea. Au premier plan, dominé par des couleurs sables, se trouve sa plus petite fille, Elena, nue, de dos et âgée de dix ans. Au second plan, sur un des fonds bleu sombre, se trouvent l'épouse du peintre, Clotilde, et leur plus grande fille, María. Le dernier plan dominé par des rochers sombres qui couvrent complètement l'horizon.
La toile fait partie d'une des plus célèbres séries de peinture d'enfants nus et qui lui valut une commande de l'Hispanic Society. Ce dernier musée exposa la toile en 1909, le New York Times loua l'« eau multicolore, fouettant et moussant contre la surface irisée des rochers humides ».

## Sources
1. 1 2  « Fiche de l'œuvre », sur met museum